# ستايسي بيشوب
ستايسي بيشوب (بالإنجليزية: Stacy Bishop)‏ (1 مايو 1985 في الولايات المتحدة - ) هي لاعبة كرة قدم أمريكية في مركز الوسط. لعبت مع بوسطن بريكرز وTampa Bay Hellenic ‏ وCentral Florida Krush ‏ وHudson Valley Quickstrike Lady Blues ‏ وAtlanta Beat (WPS) ‏.

## وصلات خارجية
- ستايسي بيشوب على موقع قاعدة بيانات كرة القدم.إي يو (الإنجليزية)
- ستايسي بيشوب على موقع Soccerway.com (الإنجليزية)